# تونسيون أوروبيون
التونسيون الأوروبيون أو التوانسة البيض هم التوانسة الذين تعود أصولهم ونسبهم إلى دول قارة أوروبا، وأبرزها فرنسا وإيطاليا ومالطا.
قبل الاستقلال، كانت تونس تحتضن حوالي 255,000 أوروبي في عام 1956. بينما في عام 1926، كان هناك 90,000 طلياني في تونس، مقارنة بحوالي 70,000 فرنسي حوالي 8,396 مالطي.
حاليًا التوانسة الأوروبيين هم أقلية صغيرة في تونس، ويمثلون حوالي 1% فقط من مجمل سكان البلاد. من الناحية الدينيّة، يدين معظم التوانسة الأوروبيين في الديانة المسيحية على مذهب الكنيسة الرومانية الكاثوليكية.